# Nazionale maschile di rugby a 15 del Libano
La nazionale di rugby XV del Libano rappresenta il Libano nel rugby a 15 in ambito internazionale.